# Tauernbanan
|  |  |  |

|  | Straight track |

|  | Station on track |

|  | Unknown BSicon "ABZgr" |

|  | Enter and exit tunnel |

|  | Enter and exit tunnel |

|  | Enter and exit tunnel |

|  | Enter and exit tunnel |

|  | Unknown BSicon "hKRZWae" |

|  | Station on track |

|  | Station on track |

|  | Station on track |

|  | Unknown BSicon "hKRZWae" |

|  | Station on track |

|  | Unknown BSicon "tSTRa" |

|  | Unknown BSicon "tSTRe" |

|  | Stop on track |

|  | Stop on track |

|  | Station on track |

|  | Unknown BSicon "tSTRa" |

|  | Unknown BSicon "tSTRe" |

|  | Enter and exit tunnel |

|  | Stop on track |

|  | Station on track |

|  | Station on track |

|  | Station on track |

|  | Unknown BSicon "ABZg+r" |

|  | Station on track |

|  | Straight track |

|  |  |  |

|  | Straight track |

|  | Station on track |

|  | Unknown BSicon "ABZgr" |

|  | Enter and exit tunnel |

|  | Enter and exit tunnel |

|  | Enter and exit tunnel |

|  | Enter and exit tunnel |

|  | Unknown BSicon "hKRZWae" |

|  | Station on track |

|  | Station on track |

|  | Station on track |

|  | Unknown BSicon "hKRZWae" |

|  | Station on track |

|  | Unknown BSicon "tSTRa" |

|  | Unknown BSicon "tSTRe" |

|  | Stop on track |

|  | Stop on track |

|  | Station on track |

|  | Unknown BSicon "tSTRa" |

|  | Unknown BSicon "tSTRe" |

|  | Enter and exit tunnel |

|  | Stop on track |

|  | Station on track |

|  | Station on track |

|  | Station on track |

|  | Unknown BSicon "ABZg+r" |

|  | Station on track |

|  | Straight track |

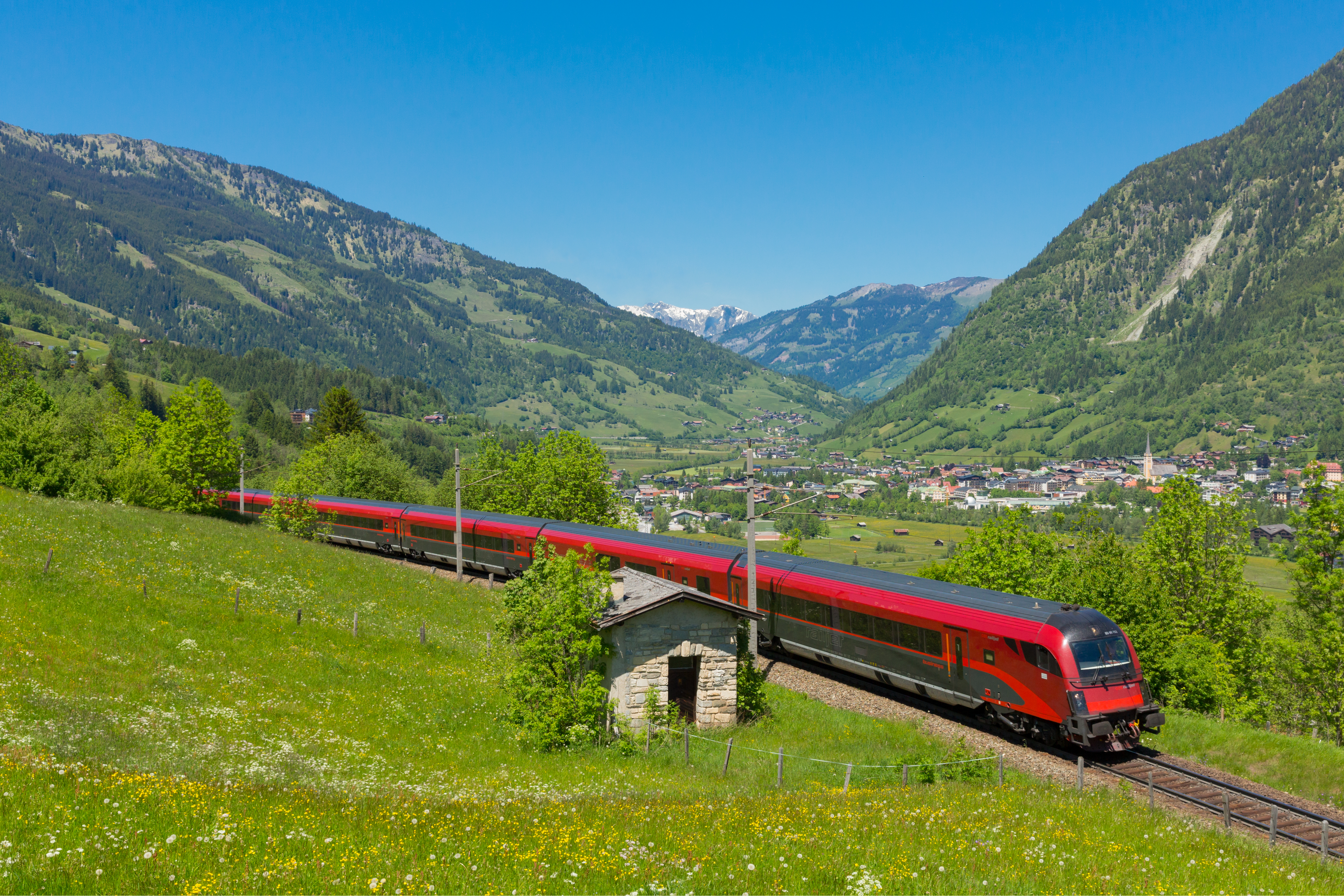
Railjet 793 nära Bad Hofgastein.

Tauernbanan (tyska Tauernbahn) är en 80 kilometer lång järnväg mellan förbundsländerna Land Salzburg och Kärnten i Österrike. Den går från Schwarzach- Sankt Veit där den ansluter till Salzburg-Tyrolerbanan genom bergskedjan Hohe Tauern till Spittal-Millstättersee med anslutning till Drautalbanan. Tauernbanan ingår i Österrikes huvudbanenät och är en av de viktigaste nord-sydliga förbindelserna genom Alperna i Österrike. 
Järnvägsbygget började 1901 med den 8,3 kilometer långa Tauerntunneln. Sträckan norr om tunneln mot Schwarzach-Sankt Veit påbörjades 1902 och söder om tunneln mot Spittal-Millstättersee 1905/1906. Tauernbanan invigdes 1909. Åren 1933 till 1935 elektrifierades järnvägen. Tauernbanan byggdes ursprungligen enkelspårig. En utbyggnad till dubbelspår påbörjades 1969 varvid en ny sträckning mellan Mallnitz och Penk tillkom. 
Tauernbanan är en tätt trafikerad järnväg med mycket långdistanstrafik. Dessutom finns möjlighet att lasta personbilar mellan Böckstein och Mallnitz på dagtid i takttrafik för att undvika den mycket längre och avgiftsbelagda bilfärden över Tauernpasset.  